# Barndommens gade (film)
 For alternative betydninger, se Barndommens gade (flertydig). (Se også artikler, som begynder med Barndommens gade)
Barndommens gade er en dansk film fra 1986, instrueret af Astrid Henning-Jensen. Manuskriptet er skrevet af Erik Thygesen efter romanen Barndommens gade af Tove Ditlevsen. Filmen handler om en 14-årig pige ved navn Ester, som bor i en toværelses lejlighed på Vesterbro. Hun bor der sammen med sine forældre og storebroderen Carl.

## Medvirkende
- Sofie Gråbøl som Ester
- Carl Quist Møller
- Vigga Bro
- Torben Jensen
- Louise Fribo
- Kirsten Lehfeldt
- Else Petersen
- Lene Vasegaard
- Benny Poulsen
- John Hahn-Petersen
- Birgit Conradi
- Margrethe Koytu
- Karen Margrethe Bjerre
- Lars Lunøe
- Peter Schrøder
- Lene Brøndum
- Claus Nissen
- Eva Madsen
- Pelle Koppel
- Henrik Larsen
- Litten Hansen
- Hanne Ribens
- Daimi Gentle